# カン川

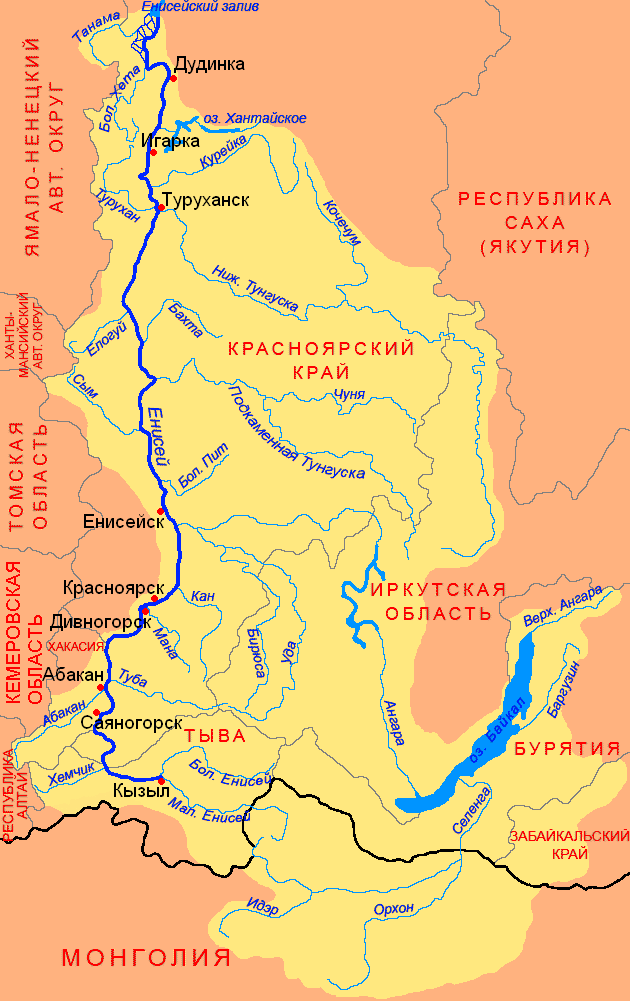
エニセイ川流域

カン川（カンがわ、ロシア語: Кан）は、ロシア・シベリア方面のクラスノヤルスク地方にあるエニセイ川の右支流である。全長629km、流域面積は36,900平方km。

## 概要
サヤン山脈を源流とし、そこから北へカンスク、西へゼレノゴルスクを経て、クラスノヤルスクの北東69kmにあるウスチ・カンでエニセイ川に流入する。
13世紀初頭にモンゴル帝国によって征服された「森林の民（ホイン・イルゲン）の一つ、カンガス（Qangqas）族は「カン川に住む」を意味する、カン川流域の住民ではないかとする説がある。